# Cecilia Zambrini
Cecilia Zambrini (Faenza, 18 aprile 1989) è un'ex cestista italiana.
Giocava nel ruolo di playmaker ed è alta 174 cm.

## Carriera
È cresciuta nel Basket Parma, in cui ha militato dopo una parentesi in Serie A2 con la maglia del Basket Club Valtarese 2000.
Ha esordito in Serie A1 il 12 marzo 2006, lanciata dal tecnico Maurizio Scanzani nella gara Parma-Cavezzo 82-55. Nel 2006-07 ha giocato sia con Parma che con Borgo Val di Taro, totalizzando 6 gare nella massima serie e 19 in quella cadetta.